# Hermance Maes
Hermance Maes var en belgisk friidrottare med hoppgrenar och löpgrenar som huvudgren.
Maes var medaljör i flera belgiska mästerskap och blev silvermedaljör vid damolympiaden 1923 i Monte Carlo och var en pionjär inom damidrott.

## Biografi
Hermance Maes föddes i mellersta Belgien, I ungdomstiden var blev hon intresserad av friidrott och gick senare med i idrottsföreningen "Bryssels Femina Club" i Brysselregionen. Senare bytte hon till "C. S. Schaarbeek". Hon tävlade främst i höjdhopp men även i kortdistanslöpning.
1921 deltog Maes i de första belgiska mästerskapen (Belgische kampioenschappen atletiek - BKA) för damer då hon tog silvermedalj i höjdhopp med 1,15 meter (efter Alice De Pauw och före Henriette van Daelen) vid tävlingar i juli i Molenbeek-Saint-Jean (De Coninckstraatstadion) och Vorst (Joseph Marienstadion). Hon tävlade även i löpning 80 meter och löpning 300 utan att nå medaljplats.
1922 deltog hon Maes vid de belgiska mästerskapen 21 juli i Uccle där hon tog bronsmedalj i såväl häcklöpning 83 meter, längdhopp och höjdhopp.
1923 deltog Maes vid tredje damspelen ("Les Jeux Athlétiques Féminins à Monté Carlo") 4-7 april i Monte Carlo i Monaco. Under tävlingen tog hon silvermedalj i häcklöpning 65 meter (efter Ivy Lowman och före Thérèse Brulé). Möjligen ingick hon även i Belgiens stafettlag som tog bronsmedalj på 4 x 175 meter.
Senare samma år deltog hon vid de belgiska mästerskapen 21 juli i Schaarbeek där hon åter tog bronsmedalj i såväl häcklöpning 83 meter och höjdhopp. Hon tävlade även i löpning 300 meter utan att nå medaljplats.
Senare drog Maes sig tillbaka från tävlingslivet.